# Hằng số hấp dẫn

Hằng số hấp dẫn G trong Định luật vạn vật hấp dẫn Newton.

Hằng số hấp dẫn G phụ thuộc vào hệ đơn vị đo lường, được xác định lần đầu tiên bởi thí nghiệm Cavendish năm 1797. Nó thường xuất hiện trong định luật vạn vật hấp dẫn của Isaac Newton và trong thuyết tương đối rộng của Albert Einstein. Hằng số này còn được gọi là hằng số hấp dẫn phổ quát, hằng số Newton, hoặc G Lớn. Không nên nhầm nó với "g nhỏ" (g), là trọng trường cục bộ của Trái Đất (tương đương với gia tốc rơi tự do).

## Định luật và hằng số
Theo định luật vạn vật hấp dẫn, lực hút hấp dẫn (F) giữa hai vật tỷ lệ thuận với tích khối lượng của chúng (m1 và m2), và tỷ lệ nghịch với bình phương khoảng cách (r) giữa chúng (định luật nghịch đảo bình phương):
{\displaystyle F=G{\frac {m_{1}m_{2}}{r^{2}}}.}
Hằng số tỷ lệ G là hằng số hấp dẫn.
Hằng số hấp dẫn là hằng số vật lý rất khó đo được với độ chính xác cao. Trong đơn vị SI, năm 2014 Ủy ban Dữ liệu Khoa học và Công nghệ CODATA-khuyến nghị giá trị cho G (với độ bất định tiêu chuẩn trong dấu ngoặc) bằng:
{\displaystyle G=6.674\ 08(31)\times 10^{-11}{\rm {\ m^{3}\ kg^{-1}\ s^{-2}}}=6.674\ 08(31)\times 10^{-11}{\rm {\ N\ m^{2}\ kg^{-2}}},}
và độ bất định tương đối bằng 47×10−5.